# Cheetos
Cheetos (denumit anterior Chee-tos până în 1998) este o marcă de gustări crocante din porumb produsă de Frito-Lay, o subsidiară a companiei PepsiCo. Creatorul Fritos, Charles Elmer Doolin, a preparat Cheetos pentru prima dată în 1948 și a început distribuția națională în Statele Unite ale Americii. Succesul inițial al mărcii Cheetos a fost un factor care a contribuit la fuziunea dintre The Frito Company și HW Lay & Company în 1961 pentru a forma Frito-Lay. În 1965, Frito-Lay a devenit o subsidiară a companiei Pepsi-Cola, ducând la apariția PepsiCo, actualul proprietar al mărcii Cheetos.
În 2010, Cheetos a fost clasată drept cea mai vândută marcă de pufuleți cu brânză de pe piața sa principală, Statele Unite ale Americii; la nivel mondial, vânzările anuale cu amănuntul au totalizat aproximativ 4 miliarde de dolari. Crunchy Cheetos, varianta originală, este încă în producție, dar gama de sortimente s-a extins de atunci pentru a include 21 de tipuri diferite de Cheetos numai în America de Nord. Deoarece Cheetos sunt vândute în mai mult de 36 de țări, aroma și compoziția sa sunt adesea adaptate pentru a se potrivi cu gusturile regionale și preferințele culturale, cum ar fi Savory American Cream în China și Strawberry Cheetos în Japonia.